# Nerio Rojas
Nerio Andrés Rojas (Santiago del Estero, 7 de marzo de 1890 - Buenos Aires, 1 de abril de 1971) fue un psiquiatra y médico legista argentino. 

## Biografía
Nació en Santiago del Estero, fue hijo de Absalón Rojas y Rosario Sosa y hermano del escritor Ricardo Rojas. Siendo muy joven se trasladó a Buenos Aires donde estudió en la Facultad de Ciencias Médicas de la Universidad de Buenos Aires. Su tesis, La literatura de los alienados: su valor clínico y médicolegal, ganó en 1914 el Premio Wilde. Luego se perfeccionó en la Universidad de París. Rojas se formó como médico legista, interesado especialmente en la psiquiatría forense.
En el ámbito académico, fue designado profesor titular de la cátedra Medicina Legal (1924 a 1946) de la Universidad de Buenos Aires cargo que fue alcanzado mediante un concurso de mérito y oposición. Desde octubre de 1955, por algunos meses ejerció el cargo de Rector de esa Universidad (como delegado interventor), fundó y dirigió desde 1931 por muchos años con José Belbey los Archivos de Medicina Legal, hasta 1961
Fue fundador de la Sociedad de Medicina Legal y Toxicología, cofundador de la Sociedad Argentina de Grafología, fue presidente del Rotary Club de Buenos Aires, presidente del Instituto de Sociología e Historia “Sarmiento”, presidente de la Academia Nacional de Medicina, embajador en París ante la UNESCO (1964 a 1966) y diputado nacional en tres períodos no consecutivos, (1942-1943; 1946-1950; 1960-1962), desde donde abogó por la protección de toxicómanos y alcoholistas, en contra del comercio ilícito de drogas y por el establecimiento de la Clínica de Intoxicaciones y Enfermedades del Trabajo en la Universidad de Buenos Aires, entre otros temas.
El 7 de marzo, día de su nacimiento, fue instituido «Día Nacional del Médico Legista» según Ley 25.958, sancionada el 10 de noviembre de 2004 y promulgada por Decreto n.º 1696 el 1 de diciembre de 2004.

## Libros
Fue autor de más de trescientos trabajos y tratados sobre aspectos generales y particulares sobre medicina legal y la práctica forense.
- Medicina Legal (1936 y 1942).[9] un tratado que durante mucho tiempo se usó en la enseñanza universitaria;
- ¿Inactualidad del bergsonismo?: coloquio internacional. En colaboración con varios autores. Capítulo: De Bergson a Freud, páginas 339 a 348.[10]
- La Psiquiatría en la legislación civil: comentarios sobre el Código civil y el proyecto de reforma (1938).[11]
- El hambre; estudio médico, jurídico y social (1946).[12]
- Decálogo médicolegal.[13]
- Psicología de Sarmiento (1916).[14]
- Compendio de medicina legal (1918).
- Lesiones. Estudio médico-legal (1926).
- La formación del espíritu médico (1928).
- El contagio venéreo ante la medicina forense (1937), obra laureada por la Facultad de ciencias médicas con el premio "Eduardo Pérez". En colaboración con Federico Bonnet.[15]
- Medicina legal del seguro y del trabajo (1940)
- Biología de la libertad (1958).

Con su obra "La formación del espíritu médico" (1928) que escribió junto a Gregorio Araoz Alfaro y Bernardo Alberto Houssay, plasmó su pensamiento sobre cómo debía ser el estudio de la medicina. 